# Ekalte
 (août 2013).
Le contenu est difficilement compréhensible vu les erreurs de traduction, qui sont peut-être dues à l'utilisation d'un logiciel de traduction automatique.
Ekalte (aussi Yakaltum, site actuel de Tell Munbaqa) est une ancienne cité de l’âge du bronze, située dans le nord de l'actuelle Syrie, sur la rive orientale de l’Euphrate dont il ne reste que des ruines. Les fouilles ont montré que l’histoire de cette ville fortifiée, possédant des temples et un palais, a commencé au IIIe millénaire av. J.-C. Elle fut la résidence de princes de la région. La ville fut agrandie vers le milieu du IIe millénaire av. J.-C. et a été détruite et, plus habitée par la suite, autour de 1200 av. J.-C.

## Localisation géographique
Les ruines sont situées sur la rive Est du cours supérieur de l’Euphrate, sur le versant abrupt de l’ancienne vallée.
Au cours des IIIe et IIe millénaires av. J.-C., la ville était une cité d’une importance capitale dans la région. Du fait de la réalisation du barrage de Tabqa à Al-Thawrah, à 35 kilomètres à l’ouest de Raqqa, les ruines de la ville ont été partiellement inondées.
Aujourd’hui, la situation dans la zone du barrage a considérablement changé au cours des années qui se sont écoulées depuis le commencement des fouilles en 1969.
Dans la vallée de l’Euphrate, aujourd’hui marquée par le vert  de la culture du coton et de la grande rivière, un grand lac artificiel avait été créé, inondant ainsi partiellement la ville en ruine. La zone la plus touchée fut la Cisjordanie, dont les terrasses fluviales plates ont été inondées les premières.
La partie haute du tell Munbaqa, située sur les contreforts de la rive orientale, a été préservée.
La porte Nord Est, mise au jour lors de fouilles, est localisée aux coordonnées suivantes ♁ 36 ° 13 '9 "  N , 38 ° 7 '54 "  O36.219159 38.131635, la porte sud sur ♁ 36 ° 13 '1 "  N , 38 ° 7 '44 "  O36.217047 38,12891.

## Développement de la ville
L’Euphrate était l’une des principales voies de passage reliant l’Asie à la Méditerranée. La création de cette ville a été motivée d’une part par l’essor des échanges commerciaux entre le centre de pouvoir des Babyloniens et les villes artisanales d’art des Sumer, et d’autre part, par le fait que cette voie fluviale navigable desservait les villes côtières syriennes et était une porte d’accès à la mer Méditerranée.
Ce sont les transactions commerciales qui régissaient alors la planification du développement urbain. L’expansion ou la destruction de villes sont caractéristiques de l’urbanisation des IIIe et IIe millénaires av. J.-C. dans la Nord de la Syrie, région où la rivière des hautes terres arméniennes coule vers le Sud Est, à 200 km de la Méditerranée, toute proche, et dans laquelle se trouvaient les lieux principaux lieux d’échanges commerciaux.
De là, la route passe sur le plateau Nord de la Syrie vers Alep.

## Fouilles de tell Munbaqa
En 1907, l’exploratrice anglaise Gertrude Bell, a découvert les ruines. Elle a élaboré un plan et a décrit les alentours fortifiés. « Mumbayah où mes tentes furent dressées – et dont le nom arabe signifie littéralement lieu à une altitude élevée, était probablement le « Bersiba » de la liste des noms établie par Ptolémée. Ce lieu se compose d’un double rempart, situé sur la rive du fleuve ».
Gertrude Bell a mal cerné la localisation de Bersiba, mais a identifié, par la toponymie du lieu, la signification du terme de ce promontoire en ruine, participant à la découverte de cette ville orientale.
Dans un rectangle de grande dimension (400 m×500 m) se trouvent les ruines d’une ville très fortifiée, à laquelle, des documents et études élaborés en 1964, font référence, à l’occasion de l’inspection de cette zone réservoir.
En 1968, la société allemande Deutsche Orient a demandé le permis d’excavation pour le monticule de ruines. De 1969 à 1970, M. Ernst Heinrich de l’université de Berlin, a réussi à mesurer la partie émergente visible de ces restes de construction.
En 1971, la mise au jour du reste de ces  ruines ont permis la découverte de ces constructions. En 1973 et 1974 M. Winfried Orthman a dirigé les fouilles.
À partir de 1979, M. Dittmar Machule, de l’université technique d'Hambourg-Harburg a poursuivi ce travail.
Au cours des campagnes de fouilles de 1973, 1974 et 1977, jusqu’à 16 scientifiques et 90 travailleurs locaux se sont investis dans les fouilles de ce chantier archéologique.
Le nom initial de cette cité antique de l’âge du bronze récent (seconde moitié du IIe millénaire av. J.-C.) a été identifié, grâce à la présence de 15 tablettes d’argile découvertes sur les lieux et mentionnant le nom de Ekalte. Durant la période précédente, il est probable que cette ville soit nommée Yakaltum, nom qui apparaît dans des tablettes de Mari (XVIIIe siècle av. J.-C.) écrites par Aplahanda de Karkemish et Samsî-Addu.

## Histoire du peuplement de la ville.
Le promontoire de cette agglomération se trouve sur la rive gauche de l’Euphrate et est entouré d’un immense rempart qui descend abruptement vers la rivière et vers l’Est, où le sol devient plus plat.
C’est la topographie naturelle de la vallée du fleuve et des collines environnantes qui a déterminé le schéma d’urbanisation de la ville. À l’origine, il n’y avait qu’un centre urbain fortifié entouré d’un anneau de remparts. Elle a évolué, à l’époque historique syriaque (environ 1600 – 1400 av. J.-C.) en une sorte de banlieue qui s’est étendue vers l’Est.
Les anciens remparts du l’est du centre urbain ancien, le sépare désormais de l’expansion urbaine. Les fortifications ont été étendues à cette époque et renforcées, dans le versant nord, par un bâti de briques de boue séchées au soleil. Plus tard, un système de porte dans les remparts a été construit, elle était flanquée de deux tours massives, pour éviter sa destruction. Les mouvements de population se faisaient aussi par la porte Sud Ouest. La banlieue était ainsi desservie par une autre porte (porte Sud-Ouest).
À proximité de la porte Ouest, dans la partie Sud est de la banlieue, le mur est de la ville intérieure présentait un affaissement suggérant la présence à cet endroit d’un accès au centre urbain. Dans une période plus récente de l’époque historique syriaque (1600 – 1400 av. J.-C.) une partie des murs au centre de la ville a été partiellement reconstruite et renforcée.
À l’extérieur des remparts, dans la zone riveraine, un four à poterie en briques de boue, très bien conservé, présentant un foyer (trou), surmonté d’un dôme, a été découvert.
Environ à 250 m au sud de la ville, ont été découvertes un certain nombre de chambres funéraires, datant de la seconde moitié du IIIe millénaire av. J.-C.
Situés à l’extrémité Nord Ouest des monticules de ruines, sur le fleuve Euphrate, dans le centre urbain, le Temple I. avec ses dépendances et le Temple II.datent de l’ancienne période syriaque (environ 2000 – 1600 av. J.-C.).
Ces deux édifices religieux ont servi au culte de deux principales divinités.
Le temple situé au Nord Ouest a comme dimensions extérieures (12,60 × 26,80 × 2,70 mètres). Il est constitué d’un épais mur de pierres brutes et les fondations laissaient apparaître  qu’il se composait de la chambre de la divinité (la cella), sorte de salle rectangulaire allongée, avec un vestibule donnant à l’est, sur deux colonnes entre deux antennes. En 1973, au centre de cette pièce, il a été mis au jour des vestiges 4 jusqu’au parquet 4c. On a découvert la plus ancienne couche, formée de pierre, intégrée dans le mur (4d), un petit sanctuaire, la chambre du temple (cella) en briques d’argile sous la partie Nord et qui appartiennent vraisemblablement à la période pré-syriaque (environ 2600 – 2100 av. J.-C.).
Au nord du temple ont été retrouvés les restes d’un bâtiment en pierre.
À 2 mètres devant le mur Nord du temple, un édifice de pierre  de forme rectangulaire (8 m x 5 m) (datant de la plus récente couche de la phase a) a été mis au jour. L’accès à la salle se situait sur le côté le plus étroit, à l’est. À proximité, 13 tables de la foi, en argile, ont été retrouvées, elles servaient au prêtre pour la divination. Tout près de là, 3 fragments, gravés d’une écriture cunéiforme, ont été découverts.
Au nord de ce bâtiment, séparé par une ruelle étroite, se trouvait une maison en pierre composée d’un espace et d’une cour.
Les épais murs de pierre du plus grand temple ont comme dimensions extérieures 33,75 m × 15,00 m × 3,00 m.
On entrait dans le temple par un vestibule, à l’Est, qui, du fait de la longueur du mur, a été soutenu par deux colonnes pour le renforcer.
Depuis le vestibule, on entrait dans la partie orientale de la pièce principale, par un  escalier de pierre de 2 m de large. De là, un deuxième escalier desservait l’autel entouré de bancs dédiés aux saints.

## Publications (sélection)
- Winfried Orthmann : Der Alte Orient. Propyläen Kunstgeschichte, Bd. 14 (1974), 475;
- W. Orthmann, Hartmut Kühne: Mumbaqat 1973, Vorläufiger Bericht über die von der Deutschen Orient-Gesellschaft mit Mitteln der Stiftung Volkswagenwerk unternommenen Ausgrabungen, In: MDOG (1974) 53–97;
- W. Orthmann: Mumbaqat 1974. Vorläufiger Bericht über die von der Deutschen Orient-Gesellschaft mit Mitteln der Stiftung Volkswagenwerk unternommenen Ausgrabungen. MDOG 108(1976) 25–44;
- W. Mayer: Tall Munbaqa - Ekalte II. Die Texte. DOG 102, Sarrebruck 2001;
- Boese, W. Orthmann: Mumbaqat. Eine 5000 Jahre alte Stadt am Euphrat. Sarrebruck 1976;
- Alfred Werner Maurer: Ausgrabungen 1977 in Mumbaqat am Syrischen Euphrat. Vortrag am 17. März 1 978 in Berlin Schloss Charlottenburg
- P. Werner: Tall Munbaqa - Bronzezeit in Syrien. Katalog zur Wanderausstellung, Neumünster 1998;  (ISBN 3-529-02008-7)
- E. Kretz: Ein Töpferofen mit Lochtenne und Kuppel in Mumbaqat. In: Festschrift für Martin Graßnick, ed. Fachbereich Architektur / Raum- und Umweltplanung / Bauingenieurwesen der Universität Kaiserslautern, 1987, 267–270;

## liens externes
- inclut des liens vers les rapports annuels d'excavation de Mumbaqat (allemand)
- Homepage de Mumbaqat (Ekalte) Four de poterie